# (6051) Anaximenes
(6051) Anaximenes (1992 BX1) – planetoida z pasa głównego asteroid okrążająca Słońce w ciągu 5,65 lat w średniej odległości 3,17 j.a. Odkryta 30 stycznia 1992 roku.